# سلوم (فناسة)
سلوم هو دُوَّار يقع بجماعة فناسة باب الحيط، إقليم تاونات، جهة فاس مكناس في المملكة المغربية. ينتمي الدوّار لمشيخة فناسة التي تضم 12 دوار. يقدر عدد سكانه بـ 547 نسمة حسب الإحصاء الرسمي للسكان والسكنى لسنة 2004.

## روابط خارجية
- البوابة الوطنية للجماعات الترابية نسخة محفوظة 12 مارس 2018 على موقع واي باك مشين.
- المندوبية السامية للتخطيط